# 波旁鎮區 (密蘇里州卡勒韋縣)
波旁鎮區（英語：Bourbon Township）是位於美國密蘇里州卡勒韋縣的一個行政鎮區。

## 地方資料
波旁鎮區的面積為111.97平方千米，當中陸地面積為110.69平方千米，而水域面積為1.27平方千米。根據2020年美國人口普查的數據，當地共有人口2043人，而人口密度為每平方千米18.25人。